# Landsee (See)

Ungefähre Lage des ehemaligen Landsees in der Kinzig-Murg-Rinne zwischen Baden-Baden und Rastatt

Der Landsee (auch Landteich) war ein See, der in der Kinzig-Murg-Rinne am Rand der  Oberrheinischen Tiefebene auf dem heutigen Gebiet der Städte Baden-Baden und Rastatt in Baden-Württemberg lag. Der See wurde in der frühen Neuzeit trockengelegt.

## Geographie
Die auch als Randsenke bezeichnete Kinzig-Murg-Rinne erstreckt sich am Rand der Rheinebene längs von Schwarzwald und Kraichgau. Von der eigentlichen Flussaue des Rheins wird sie durch die etwas höhere liegende Niederterrasse, auch Hardtebenen genannt, getrennt. Aus Schwarzwald und Kraichgau kommende Flüsse verliefen früher in der Kinzig-Murg-Rinne und mündeten erst weiter nördlich in den Rhein. Nach der Ausbildung größerer Schwemmkegel konnten die Flüsse die Niederterrasse durchbrechen und auf direkterem Wege zum Rhein gelangen.
Der Landsee wurde durch den Schwemmkegel der Murg in der bis zu zwei Kilometer breiten Kinzig-Murg-Rinne aufgestaut. Der See war von Sümpfen oder Morast umgeben; die Wasserfläche dürfte in Abhängigkeit von Jahreszeit und Niederschlag erheblichen Schwankungen unterlegen haben. Zuflüsse des Landsees waren die Oos und vermutlich auch der Sandbach, der heute zwischen Bühl und Sinzheim in der Kinzig-Murg-Rinne fließt und dann den Stollhofener Platte genannten Teil der Niederterrasse durchbricht. Vermutlich wurde der Sandbachlauf durch die Stollhofener Platte im 14. oder 15. Jahrhundert künstlich angelegt.
In heimatkundlicher Literatur finden sich auch andere Angaben zur Ausdehnung des Landsees; insbesondere soll er sich im Norden bis zum Rastatter Ortsteil Rauental erstreckt haben. Der dort östlich der Rastatter Kernstadt am Rand der Kinzig-Murg-Rinne gelegene Woogsee wird zum Teil als Relikt des Landsees angesehen. Hierfür sind keine Belege bekannt.

## Geschichte
Im 14. Jahrhundert war der Landsee ein fischreicher und schiffbarer See, wobei es sich bei den Schiffen um Nachen und flachgehende Lastkähne gehandelt haben dürfte. Zudem wurde der See von Flößen aus dem Oostal genutzt, wo die Stadt Baden (heute Baden-Baden) einen umfangreichen Holzhandel betrieb. Als Anliegergemeinden des Sees werden meist Oos, Sandweier und Haueneberstein (heute Stadtteile von Baden-Baden) sowie Niederbühl (heute Stadtteil von Rastatt) genannt. Aus der früheren Schreibweise Hafeneberstein wird zuweilen die falsche Schlussfolgerung gezogen, es habe einen Hafen am Landsee oder an einem Fluss in der Kinzig-Murg-Rinne gegeben. Zwar kann es Anlegestellen bei Haueneberstein gegeben haben, allerdings waren diese von untergeordneter Bedeutung und so weit vom Ortskern entfernt, dass sie kaum namensgebend gewesen sein können.
1494 entstanden unter anderem durch starke Regenfälle Schäden am Landsee, die durch die Gemeinden mit Grundbesitz am See zu begleichen waren. Dies waren Oos, Rastatt, Sandweier, Haueneberstein, Sinzheim sowie fünf Dörfer im Rastatter Ried. Hinzu kam die Stadt Baden, die den See zum Flößen nutzte. Bereits zu dieser Zeit bemühte man sich, den See trockenzulegen. Dabei kam dem 1473 erstmals erwähnten Landgraben eine zentrale Bedeutung zu. 1548 empfahl ein Schiedsgericht, das zur Klärung von Streitigkeiten zwischen den Seeanliegern eingesetzt worden war, den Bau eines neuen Landgrabens, um einen besseren Wasserabfluss zu erreichen. Die Empfehlung hatte weitreichende Folgen und kann als Auftakt zur allmählichen Trockenlegung des Gebiets angesehen werden. Weitere Maßnahmen zur besseren Entwässerung des Gebiets erfolgten 1698, ab 1780, 1854 sowie im 20. Jahrhundert. 1972 wurde der als Oosbach bezeichnete Unterlauf der Oos von Sandweier bis Rastatt aufgegeben; seitdem fließt das Wasser der Oos über den Landgraben ab.
Die Anfang des 19. Jahrhunderts eingeführte Stallhaltung führte dazu, dass Wiesen im Gebiet des früheren Landsees zu Äckern umgebrochen wurden, was weitergehende Entwässerungsmaßnahmen zur Folge hatte. Durch die wasserbaulichen Maßnahmen des 20. Jahrhunderts konnte sich die Siedlungsfläche Sandweiers nach Osten ausdehnen. Heute wird das Gebiet des früheren Landsees überwiegend land- und forstwirtschaftlich genutzt. Die Bahnstrecke Mannheim–Basel und die Bundesautobahn 5 (Frankfurt am Main–Basel) durchqueren das Gebiet.